# Православ'я в Угорщині

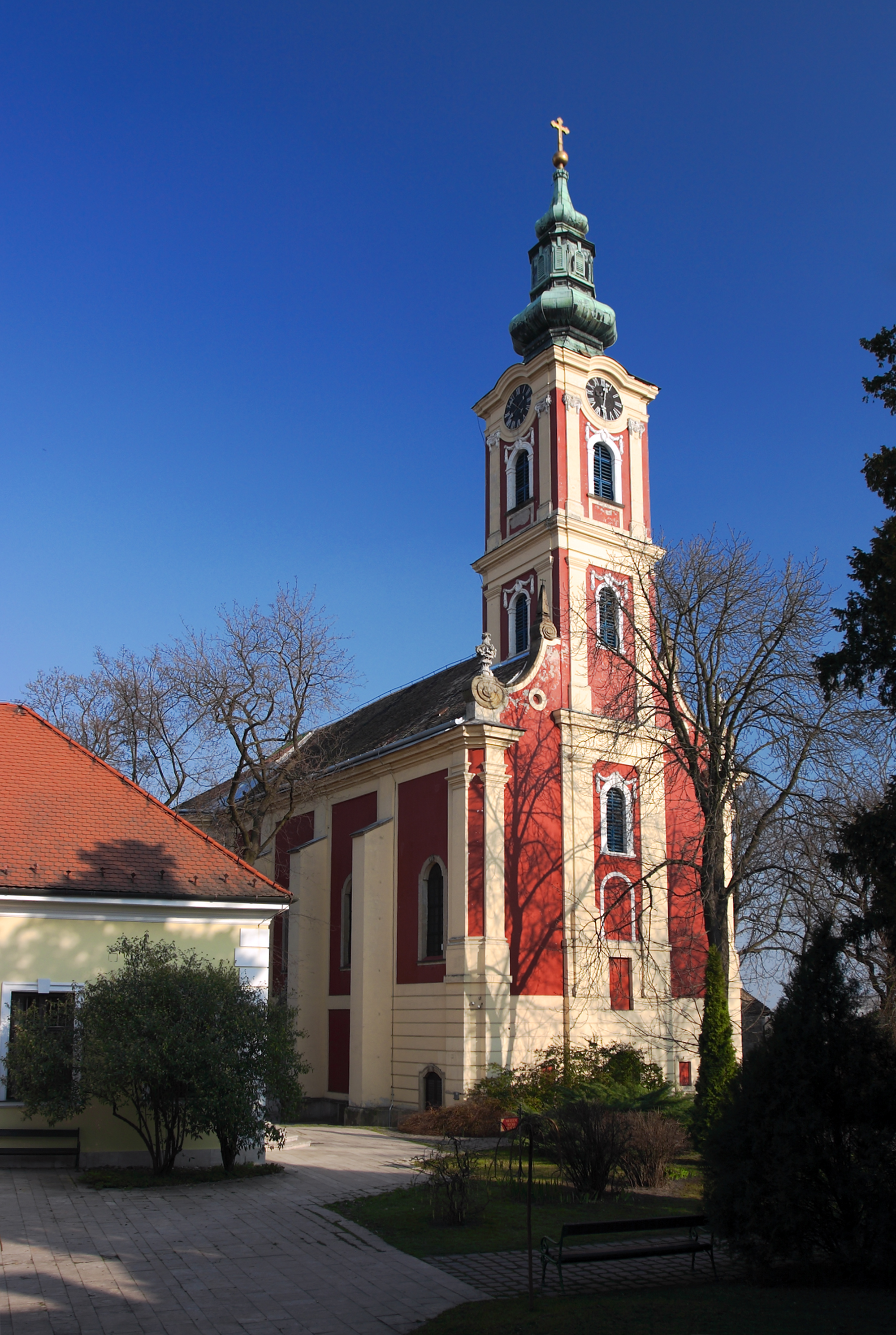
Соборна церква Пресвятої Богородиці в Сентендрі

Православ'я в Угорщині. Число православних віруючих в Угорщині на 2001 рік становить близько 15 000 чоловік (близько 0,15 % населення). Православ'я сповідують в основному представники національних меншин, головним чином серби, а також румуни, українці та ін. Територія Угорщини перебуває під юрисдикцією Сербської православної церкви, яка має Будімськую єпархію з центром в місті Сентендре. Також в Угорщині існують парафії Константинопольського патріархату, об'єднані в Угорський екзархат, Російської православної церкви, об'єднані у Будапештську та Угорську єпархію, а також Угорська єпархія Румунської православної церкви.

## Історія

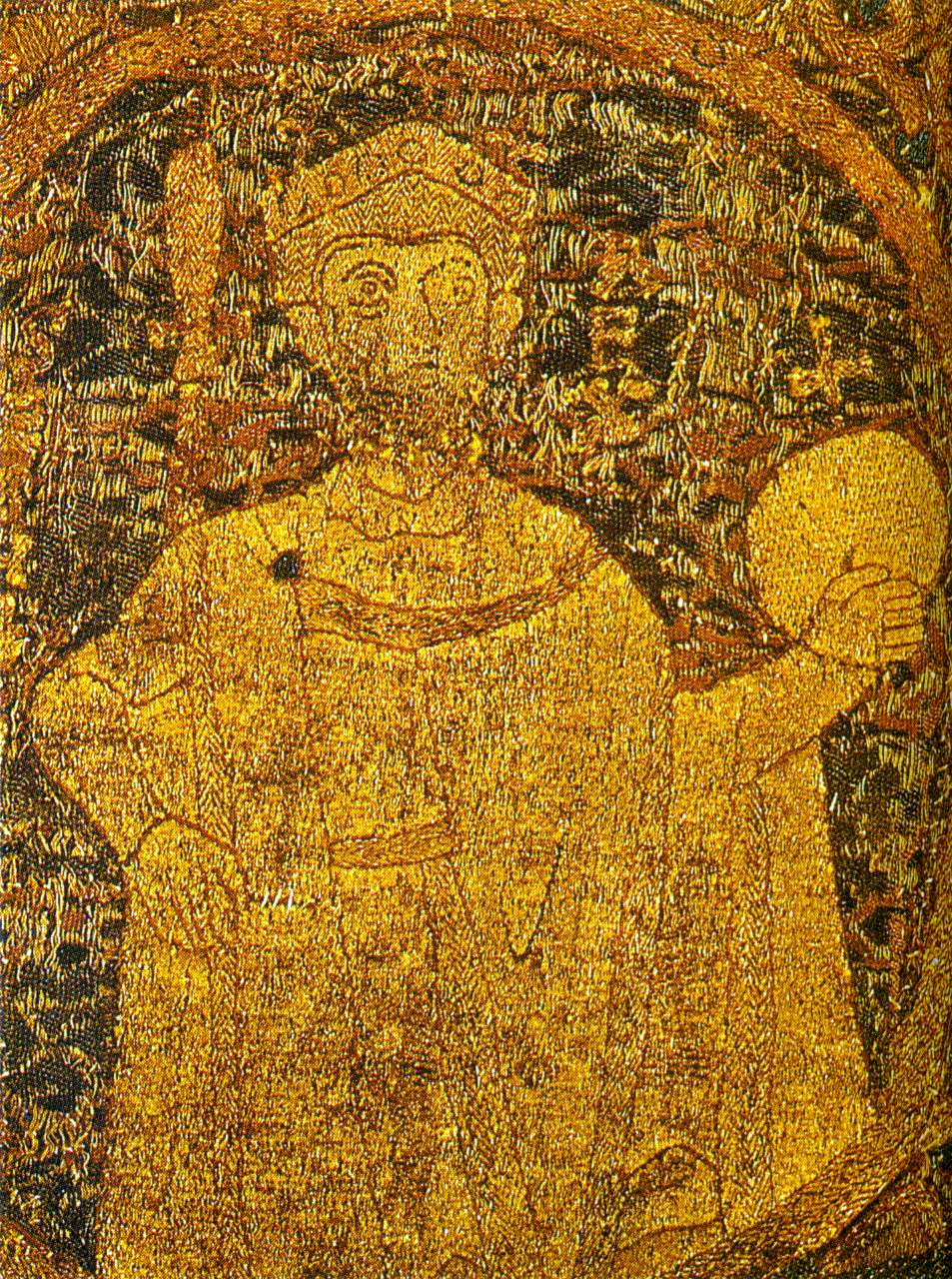
Стефан I Святий

Угорці в період свого переселення в Європу залишалися язичниками. Після поселення у Придунайську низовину ряд християнських місіонерів з Заходу робив спроби навернути їх у християнство, однак до початку XI століття вони в цілому були безуспішними. Першим християнським королем країни став Іштван I, згодом канонізований, як і його син Імре. У першій половині XI століття велика частина угорців прийняла християнство латинського обряду, значну роль в зверненні угорців зіграв Геллерт. Після Великого розколу християни в Угорщині залишилися в підпорядкуванні Риму, проте в країні (на відміну від держав Західної Європи) ніколи не припинялася присутність православної віри — завдяки православним сербам, грекам і румунам.
Після початку османського завоювання на територію Угорщини бігло безліч сербів. Ними були побудовані перші сербські церкви в Буді, Естергомі і Комаромі (1511), в 1585 році був заснований монастир Грабовац.
У 1640-1650-х рокіах для цих сербських біженців була створена Будімська єпархія.
Православна присутність в Угорщині значно збільшилася після Великого переселення сербів у 1690 році, коли 9000 сербів переселилися на територію Угорщини. Після цього був побудований ряд православних церков і монастирів.
У 1918 році, після розпаду Австро-Угорщини, Угорщина стала незалежною державою. Більшу частину православного населення країни в період між двома світовими війнами становили серби, юрисдикційно оформлені в Будімську єпархію Сербської Православної Церкви. До складу єпархії входили, крім сербських, шість парафій греко-угорського походження, що мали певну автономію. Значною була румунська присутність. Крім того, в Угорщині було відкрито російські емігрантські парафії. Вони підпорядковувалися Російській Зарубіжній Церкві і західноєвропейському екзархату Константинопольського Патріархату.
У 2000 році була утворена Будапештська і Угорська єпархія Руської православної церкви.
13 лютого 2012 року в Будапешті в будівлі Парламенту Угорщини відбулися слухання з питання укладення угоди між Урядом Республіки і представленими в країні православними юрисдикціями — Константинопольською, Російською, Сербською, Румунською та Болгарською церквами
.